# Cryptogemma longicostata
Cryptogemma longicostata é uma espécie de gastrópode do gênero Cryptogemma, pertencente à família Turridae.